# 청룡영화상의 수상 목록 (1990년대)
이 문서에서는 청룡영화상의 1990년대 역대 수상 목록을 나열한다.

## 제11회 (1990년)
- 일시 : 1990년 12월 19일
- 장소 : 세종문화회관
- 사회 : 안성기, 이혜영

| 부문                | 수상자                 | 작품                                |
| ------------------- | ---------------------- | ----------------------------------- |
| 작품상              | 동아수출공사           | 《그들도 우리처럼》                 |
| 감독상              | 정지영                 | 《남부군》                          |
| 남우주연상          | 안성기                 | 《남부군》                          |
| 여우주연상          | 원미경                 | 《단지 그대가 여자라는 이유만으로》 |
| 남우조연상          | 최민수                 | 《남부군》                          |
| 여우조연상          | 손숙                   | 《단지 그대가 여자라는 이유만으로》 |
| 신인남우상          | 박상민                 | 《장군의 아들》                     |
| 신인여우상          | 최진실                 | 《남부군》                          |
| 시나리오상          | 윤대성, 장길수, 이종학 | 《추락하는 것은 날개가 있다》       |
| 기술스태프상        | 유영길(촬영)           | 《그들도 우리처럼》                 |
| 인기스타상(남)      | 안성기, 박상민         |                                     |
| 인기스타상(여)      | 황신혜, 최진실         |                                     |
| 한국영화 최대관객상 | 태흥영화사             | 《장군의 아들》                     |
| 최우수 외국영화상   | 하명중영화제작소(수입) | 《시네마 천국》                     |

## 제12회 (1991년)
- 일시 : 1991년 12월 26일
- 장소 : 서울 하얏트호텔 그랜드볼룸
- 사회 : 이계진, 이혜숙

| 부문                | 수상자             | 작품                       |
| ------------------- | ------------------ | -------------------------- |
| 작품상              | 극동스크린         | 《사의 찬미》              |
| 감독상              | 임권택             | 《개벽》                   |
| 남우주연상          | 임성민             | 《사의 찬미》              |
| 여우주연상          | 장미희             | 《사의 찬미》              |
| 남우조연상          | 이경영             | 《사의 찬미》              |
| 여우조연상          | 김보연             | 《은마는 오지 않는다》     |
| 신인감독상          | 이명세             | 《나의 사랑 나의 신부》    |
| 남자신인상          | 최진영             | 《산산이 부서진 이름이여》 |
| 여자신인상          | 김금용             | 《산산이 부서진 이름이여》 |
| 각본상              | 유우제, 장길수     | 《수잔 브링크의 아리랑》   |
| 인기스타상(남)      | 최민수, 박상민     |                            |
| 인기스타상(여)      | 이혜숙, 최진실     |                            |
| 촬영상              | 정일성             | 《개벽》                   |
| 특별상              | 김유진             |                            |
| 한국영화 최다관객상 | 태흥영화사         | 《장군의 아들 2》          |
| 최우수 외국영화상   | 동아수출공사(수입) | 《늑대와 춤을》            |

## 제13회 (1992년)
- 일시 : 1992년 12월 12일
- 장소 : 여의도 KBS홀
- 사회 : 김동건, 김자영

| 부문                | 수상자                              | 작품                                       |
| ------------------- | ----------------------------------- | ------------------------------------------ |
| 작품상              | 대동흥업                            | 《우리들의 일그러진 영웅》                 |
| 감독상              | 박종원                              | 《우리들의 일그러진 영웅》                 |
| 남우주연상          | 문성근                              | 《경마장 가는 길》                         |
| 여우주연상          | 강수연                              | 《경마장 가는 길》                         |
| 남우조연상          | 독고영재                            | 《하얀 전쟁》                              |
| 여우조연상          | 이혜영                              | 《명자 아끼꼬 쏘냐》                       |
| 신인감독상          | 김영빈                              | 《김의 전쟁》                              |
| 남자신인상          | 조재현                              | 《가슴에 돋는 칼로 슬픔을 자르고》         |
| 여자신인상          | 오연수                              | 《장군의 아들 3》                          |
| 각본상              | 박헌수                              | 《결혼 이야기》                            |
| 인기스타상(남)      | 안성기, 최민수                      |                                            |
| 인기스타상(여)      | 심혜진, 최진실                      |                                            |
| 촬영상              | 유영길                              | 《하얀 전쟁》                              |
| 특별상              | 정진강, 홍경인, 고정일, 문혁 김민형 | 《우리들의 일그러진 영웅》 《미스터 맘마》 |
| 한국영화 최다관객상 | 익영영화                            | 《결혼 이야기》                            |
| 최우수 외국영화상   | 영화기획정보센터(수입)              | 《퐁네프의 연인들》                        |

## 제14회 (1993년)
- 일시 : 1993년 12월 16일
- 장소 : 서울 호암아트홀
- 사회 : 이덕화, 김혜수

| 부문                | 수상자              | 작품                      |
| ------------------- | ------------------- | ------------------------- |
| 대상                | 임권택              | 《서편제》                |
| 작품상              | 태흥영화사          | 《서편제》                |
| 감독상              | 김유진              | 《참견은 노 사랑은 오예》 |
| 남우주연상          | 김명곤              | 《서편제》                |
| 여우주연상          | 김혜수              | 《첫사랑》                |
| 남우조연상          | 안병경              | 《서편제》                |
| 여우조연상          | 김혜선              | 《참견은 노 사랑은 오예》 |
| 신인감독상          | 이현승              | 《그대 안의 블루》        |
| 신인남우상          | 김명수              | 《비 오는 날 수채화 2》   |
| 신인여우상          | 오정해              | 《서편제》                |
| 각본상              | 이명세              | 《첫사랑》                |
| 인기스타상(남)      | 최민수, 이경영      |                           |
| 인기스타상(여)      | 강수연, 최진실      |                           |
| 촬영상              | 정일성              | 《서편제》                |
| 기술상              | 안상수 외 2명(미술) | 《그대 안의 블루》        |
| 한국영화 최다관객상 | 태흥영화사          | 《서편제》                |
| 최우수 외국영화상   | 삼호필름(수입)      | 《피아노》                |

## 제15회 (1994년)
- 일시 : 1994년 12월 7일
- 장소 : 국립극장 대극장
- 사회 : 이덕화, 김혜수

| 부문                | 수상자                 | 작품                                   |
| ------------------- | ---------------------- | -------------------------------------- |
| 대상                | 영화세상               | 《헐리우드 키드의 생애》               |
| 작품상              | 태흥영화사             | 《태백산맥》                           |
| 감독상              | 장선우                 | 《너에게 나를 보낸다》                 |
| 남우주연상          | 문성근 박중훈          | 《너에게 나를 보낸다》 《게임의 법칙》 |
| 여우주연상          | 최명길                 | 《장미빛 인생》                        |
| 남우조연상          | 김갑수                 | 《태백산맥》                           |
| 여우조연상          | 정경순                 | 《태백산맥》                           |
| 신인남우상          | 여균동                 | 《너에게 나를 보낸다》                 |
| 신인여우상          | 정선경                 | 《너에게 나를 보낸다》                 |
| 신인감독상          | 김홍준                 | 《장미빛 인생》                        |
| 각본상              | 육상효                 | 《장미빛 인생》                        |
| 인기스타상(남)      | 박중훈, 이경영         |                                        |
| 인기스타상(여)      | 심혜진, 최진실         |                                        |
| 촬영상              | 신옥현                 | 《헐리우드 키드의 생애》               |
| 기술상              | 김수철(음악)           | 《태백산맥》                           |
| 특별공로상          | 손전                   |                                        |
| 정영일 영화평론상   | 김종원                 |                                        |
| 한국영화 최다관객상 | 강우석프로덕션         | 《투캅스》                             |
| 최우수 외국영화상   | 하명중영화제작소(수입) | 《패왕별희》                           |

## 제16회 (1995년)
- 일시 : 1995년 12월 7일
- 장소 : 국립극장 대극장
- 사회 : 박중훈, 김혜수

| 부문                | 수상자         | 작품                     |
| ------------------- | -------------- | ------------------------ |
| 작품상              | 기획시대       | 《아름다운 청년 전태일》 |
| 감독상              | 박광수         | 《아름다운 청년 전태일》 |
| 남우주연상          | 최민수         | 《테러리스트》           |
| 여우주연상          | 김혜수 방은진  | 《닥터 봉》 《301 302》  |
| 남우조연상          | 허준호         | 《테러리스트》           |
| 여우조연상          | 송옥숙         | 《개같은 날의 오후》     |
| 신인감독상          | 이민용         | 《개같은 날의 오후》     |
| 신인남우상          | 이정재         | 《젊은 남자》            |
| 신인여우상          | 이지은         | 《금홍아 금홍아》        |
| 각본상              | 이서군         | 《301 302》              |
| 촬영상              | 유영길         | 《아름다운 청년 전태일》 |
| 기술상              | 윤정섭(미술)   | 《헤어드레서》           |
| 인기스타상(남)      | 박중훈, 최민수 |                          |
| 인기스타상(여)      | 정선경, 최진실 |                          |
| 특별공로상          | 전택이         |                          |
| 정영일 영화평론상   | 변인식         |                          |
| 한국영화 최고흥행상 | 황기성사단     | 《닥터 봉》              |

## 제17회 (1996년)
- 일시 : 1996년 12월 6일
- 장소 : 국립극장 대극장
- 사회 : 김혜수, 문성근

| 부문                | 수상자         | 작품                                        |
| ------------------- | -------------- | ------------------------------------------- |
| 작품상              | 태흥영화사     | 《축제》                                    |
| 감독상              | 임권택         | 《축제》                                    |
| 남우주연상          | 문성근         | 《꽃잎》                                    |
| 여우주연상          | 심혜진         | 《박봉곤 가출 사건》                        |
| 남우조연상          | 김학철         | 《본투킬》                                  |
| 여우조연상          | 조은숙         | 《돼지가 우물에 빠진 날》                   |
| 신인감독상          | 홍상수 강제규  | 《돼지가 우물에 빠진 날》 《은행나무 침대》 |
| 신인남우상          | 박신양         | 《유리》                                    |
| 신인여우상          | 이혜은 이정현  | 《코르셋》 《꽃잎》                         |
| 각본상              | 최문희         | 《코르셋》                                  |
| 촬영상              | 박희주         | 《은행나무 침대》                           |
| 기술상              | 이동준(음악)   | 《은행나무 침대》                           |
| 인기스타상(남)      | 박중훈, 김민종 |                                             |
| 인기스타상(여)      | 심혜진, 정선경 |                                             |
| 특별공로상          | 한은진         |                                             |
| 정영일 영화평론상   | 안병섭         |                                             |
| 한국영화 최고흥행상 | 시네마서비스   | 《투캅스 2》                                |

## 제18회 (1997년)
- 일시 : 1997년 12월 12일
- 장소 : 국립극장 대극장
- 사회 : 김혜수, 박중훈

| 부문                | 수상자         | 작품                                 |
| ------------------- | -------------- | ------------------------------------ |
| 작품상              | 이스트필름     | 《초록 물고기》                      |
| 감독상              | 이창동         | 《초록 물고기》                      |
| 남우주연상          | 한석규         | 《초록 물고기》                      |
| 여우주연상          | 신은경         | 《창》                               |
| 남우조연상          | 송강호         | 《넘버 3》                           |
| 여우조연상          | 정경순         | 《창》                               |
| 신인감독상          | 송능한         | 《넘버 3》                           |
| 신인남우상          | 장동건         | 《패자부활전》                       |
| 신인여우상          | 전도연         | 《접속》                             |
| 각본상              | 송능한         | 《넘버 3》                           |
| 촬영상              | 전조명         | 《창》                               |
| 기술상              | 이동준(음악)   | 《초록 물고기》                      |
| 인기스타상(남)      | 한석규, 박중훈 |                                      |
| 인기스타상(여)      | 신은경, 최진실 |                                      |
| 특별공로상          | 정일성         |                                      |
| 정영일 영화평론상   | 강한섭         |                                      |
| 한국영화 최고흥행상 | 명필름         | 《접속》                             |
| 시나리오공모대상    | 이정향 정진완  | 《미술관 옆 동물원》 《즐거운 인생》 |

## 제19회 (1998년)
- 일시 : 1998년 12월 4일
- 장소 : 국립극장 대극장
- 사회 : 문성근, 심혜진

| 부문                | 수상자              | 작품                                       |
| ------------------- | ------------------- | ------------------------------------------ |
| 작품상              | 우노필름            | 《8월의 크리스마스》                       |
| 감독상              | 홍상수              | 《강원도의 힘》                            |
| 남우주연상          | 박신양              | 《약속》                                   |
| 여우주연상          | 심은하              | 《8월의 크리스마스》                       |
| 남우조연상          | 정진영              | 《약속》                                   |
| 여우조연상          | 유혜정              | 《키스할까요》                             |
| 신인감독상          | 허진호 임상수       | 《8월의 크리스마스》 《처녀들의 저녁식사》 |
| 신인남우상          | 안재욱              | 《찜》                                     |
| 신인여우상          | 김여진              | 《처녀들의 저녁식사》                      |
| 각본상              | 홍상수              | 《강원도의 힘》                            |
| 촬영상              | 유영길              | 《8월의 크리스마스》                       |
| 기술상              | 강종익 외(특수효과) | 《퇴마록》                                 |
| 인기스타상(남)      | 한석규, 박신양      |                                            |
| 인기스타상(여)      | 최진실, 심은하      |                                            |
| 정영일 영화평론상   | 이영일              |                                            |
| 한국영화 최고흥행상 | 신씨네              | 《편지》                                   |
| 시나리오공모대상    | 김병재 구동희       | 《엠바고》 《오필리아의 연인》             |

## 제20회 (1999년)
- 일시 : 1999년 12월 14일
- 장소 : 국립극장 대극장
- 사회 : 김혜수, 문성근

| 부문                | 수상자           | 작품                                   |
| ------------------- | ---------------- | -------------------------------------- |
| 작품상              | 태원엔터테인먼트 | 《인정사정 볼 것 없다》                |
| 감독상              | 강제규           | 《쉬리》                               |
| 남우주연상          | 이정재           | 《태양은 없다》                        |
| 여우주연상          | 전도연           | 《내 마음의 풍금》                     |
| 남우조연상          | 장동건           | 《인정사정 볼 것 없다》                |
| 여우조연상          | 이미연           | 《내 마음의 풍금》                     |
| 신인감독상          | 이영재           | 《내 마음의 풍금》                     |
| 신인남우상          | 이성재           | 《주유소 습격사건》                    |
| 신인여우상          | 이재은           | 《노랑머리》                           |
| 각본상              | 이정향           | 《미술관 옆 동물원》                   |
| 촬영상              | 정광석, 송행기   | 《인정사정 볼 것 없다》                |
| 기술상              | 정용훈(미술)     | 《유령》                               |
| 인기스타상(남)      | 정우성, 한석규   |                                        |
| 인기스타상(여)      | 심은하, 전도연   |                                        |
| 정영일 영화평론상   | 양윤모           |                                        |
| 한국영화 최고흥행상 | 강제규필름       | 《쉬리》                               |
| 시나리오공모대상    | 김선미 황금창    | 《내 인생의 히로인》 《시크릿트 데이》 |

## 같이 보기
- 청룡영화상의 수상 목록